# Napalm Records
Napalm Records er et østrigsk pladeselskab, der fokuserer på undergrundsmetal og gotisk musik. Blandt selskabets musikere er Abigor, Battlelore, Leaves' Eyes, Belphegor, Die Verbannten Kinder Evas, Draconian, Falkenbach, Ice Ages, Iron Fire, Korpiklaani, Nightmare, Siebenbürgen, Summoning, Trail of Tears, Týr, Vintersorg og WeltenBrand.

## Kunstnerliste
- 1914[1]
- Æther Realm[2]
- Accept[3]
- Ad Infinitum
- Adept
- Agathodaimon
- The Agonist
- Ahab
- Alestorm
- Alien Weaponry
- Alissa
- Alter Bridge
- Amberian Dawn
- Andrew W.K.
- Angus McSix[4]
- Arkona
- Audrey Horne
- Battlelore
- Batushka[5]
- Be'lakor
- Before the Dawn[6]
- Black Mirrors
- Bloodbath[7]
- Bodom After Midnight
- Bomber[8]
- Bornholm[9]
- BPMD
- The Brew
- Brymir[10]
- Burning Witches[11]
- Candlemass
- Charlotte Wessels
- Civil War
- Coal Chamber
- Cobra Spell[12]
- Cold
- Conan
- Cradle of Filth
- Crematory
- Crimson Shadows
- Crypta[13]
- The Dark Side of the Moon[14]
- Darkwoods My Betrothed[15]
- Dawn of Disease[16]
- Dee Snider
- Defacing God
- Dagoba[17]
- Death Dealer Union[18]
- Delain
- Destruction[19]
- DevilDriver
- Diabulus in Musica
- Dieth[20]
- Draconian
- Dragony
- Einherjer
- Ektomorf
- Elvellon[21]
- End of Green
- Evergrey
- Evile
- Evil Invaders
- Exit Eden
- Feuerschwanz[22][23]
- Gloryhammer[24]
- Glowsun
- God Is an Astronaut
- Hällas[25]
- Hammer King[26]
- Heidevolk
- The Hellfreaks[27]
- Hinayana (band)[28]
- Hiraes[29]
- IGNEA
- Imperium Dekadenz[30]
- Infected Rain
- Jinjer
- John Garcia
- Kamelot
- Karl Sanders[31]
- Katatonia[32]
- Kissin' Dynamite
- Knife[33]
- Kontrust
- Konvent[34]
- League of Distortion[35]
- Legion of the Damned
- Livlos
- Lord of the Lost[36]
- Marianas Rest
- Månegarm
- Me and That Man
- Megaherz
- Midnattsol
- Monkey3
- Monster Magnet
- Moonspell[37]
- Mushroomhead
- Myles Kennedy
- My Sleeping Karma
- Nachtblut
- Nanowar of Steel
- Nervosa
- Nestor[38]
- The New Roses
- Nile[39]
- Nytt Land
- Oh Hiroshima
- Oomph!
- Paddy and the Rats
- Persefone[40]
- Powerwolf
- Roadwolf
- Rumahoy
- RYUJIN
- Samael
- Satyricon
- Scar of the Sun[41]
- Schandmaul[42]
- Scott Stapp[43]
- Serenity
- Serum 114
- SETYØURSAILS[44]
- Sevendust[45]
- Silent Skies
- Shining[46]
- Shylmagoghnar
- Sirenia
- Skálmöld
- Sojourner
- Space of Variations[47]
- Stälker
- Stormruler[48]
- Subway to Sally[49]
- Summoning
- Temperance
- Tetrarch
- There's a Light[50]
- Therion[51]
- Thulcandra
- Tiamat
- Tortuga [52]
- Toxpack[53]
- Tragedy [54]
- Tremonti
- Tristania
- Trollfest
- The Ugly Kings[55]
- The Unguided
- Unleash the Archers
- Unleashed
- Untamed Land
- Van Canto
- Varg
- Vexed
- Victorius[56]
- Villagers of Ioannina City
- The Vintage Caravan
- Vintersorg
- Visions of Atlantis
- Warbringer
- Warfect
- Warkings[57]
- W.A.S.P.
- Wednesday 13
- Wizardthrone[58]
- Wind Rose
- Wolfheart[59]
- Wolftooth[60]
- Xandria
- Ye Banished Privateers
- Year of the Goat

## Tidligere kunstnere
- 8kids
- Abigor
- Alunah[61]
- American Head Charge
- Angizia
- The Answer
- Ásmegin
- Atrocity
- Belphegor
- Beseech
- Beyond the Black
- Bloody Hammers
- Bokassa
- Brant Bjork
- The Bulletmonks
- Cavalera Conspiracy
- Cvlt Ov The Svn[62]
- Dargaard
- Dark Sarah
- Darkwell
- Deadlock
- Die Kreatur
- Diemonds
- Die Verbannten Kinder Evas
- Dominion III
- Dropout Kings[63]
- Dust Bolt
- Edenbridge
- Elis
- Enthroned
- Ex Deo
- Fairyland
- Falkenbach
- Fejd
- Finsterforst
- F.K.Ü.
- Glittertind
- Gormathon
- HammerFall[64]
- Grave Digger[65]
- Greenleaf
- Hate
- Hatesphere
- Heavatar
- Hoobastank[66]
- Hollenthon
- Huntress
- Ice Ages
- In Battle
- Iron Fire
- Isole
- Jaldaboath
- Jungle Rot
- Kampfar
- Karma to Burn
- Katra
- Kobra and the Lotus
- Korpiklaani
- Lacrimas Profundere
- Leaves' Eyes
- Life of Agony
- Lunatica
- Majesty
- Mammoth Mammoth
- Mehida
- The Midnight Ghost Train
- Mortemia
- Myriads
- Nemesea
- Nightmare
- Otep
- Otyg
- Paragon
- Power Quest
- Product of Hate[67]
- Revolution Renaissance
- Russkaja
- Seven Kingdoms
- Siebenbürgen
- Seventh Void
- The Sins of Thy Beloved
- Skindred
- Skyblood
- The Smashing Pumpkins
- Stream of Passion
- Stuck Mojo
- Sumo Cyco
- Svartsot
- The Sword
- Trail of Tears
- Tristania
- Týr
- Valient Thorr
- Vesania
- Visceral Evisceration
- Vista Chino
- Walls of Jericho
- WeltenBrand
- Zodiac

## Distributuion
- Universal Music Group (Tyskland, Østrig, Schweiz)
- Warner Music Group (på vegne af ADA) (USA)
- The Orchard (Canada, Storbritannien, Norden)